# Supercoppa CAF 1994
La Supercoppa CAF 1994 è stata la seconda edizione della Supercoppa CAF e si è disputata il 16 gennaio 1994 al First National Bank Stadium di Johannesburg, in Sudafrica.
Nella partita si sono affrontati lo Zamalek, vincitore della Coppa dei Campioni d'Africa 1993, e l'Al-Ahly, vincitore della Coppa delle Coppe CAF 1993. Ad imporsi nel derby del Cairo è stato lo Zamalek, che ha vinto per 1-0 con gol di Ayman Mansour, aggiudicandosi per la prima volta questo trofeo.

## Squadre
| Squadre | Qualificazione                                   | Partecipazioni precedenti (il grassetto indica la vittoria) |
| ------- | ------------------------------------------------ | ----------------------------------------------------------- |
| Zamalek | Vincitore della Coppa dei Campioni d'Africa 1993 | 0                                                           |
| Al-Ahly | Vincitore della Coppa delle Coppe CAF 1993       | 0                                                           |

## Tabellino
| Arbitro: | Petros Mathabela |

|             |           |  |
| Mansour 86’ | Marcatori |  |

| Zamalek | Al-Ahly |

| P                 |    | Hussein El-Sayed    |     |    |
| D                 |    | Hussein Abdel-Latif |     | 9’ |
| D                 |    | Sani El-Sheshini    |     |    |
| D                 |    | Hesham Yakan        |     |    |
| D                 |    | Talaat Mansour      |     |    |
| C                 |    | Ashraf Youssef      | 32’ |    |
| C                 | 7  | Ismail Youssef      | 10’ |    |
| C                 |    | Effat Nssar         | 38’ |    |
| C                 |    | Khaled El-Ghandour  |     |    |
| A                 | 16 | Ayman Mansour       |     |    |
| A                 |    | Emmanuel Cuneke     | 47’ |    |
| Sostituzioni:     |    |                     |     |    |
| D                 |    | Essam Marei         |     | 9’ |
| Allenatore:       |    |                     |     |    |
| Mahmoud El-Gohary |    |                     |     |    |

| P             | 1 | Ahmed Shobair       |     |     |
| D             | 2 | Ibrahim Hassan      |     |     |
| D             |   | Amr El-Hadidy       |     |     |
| D             |   | Alaa Abdel Sadek    | 24’ |     |
| D             |   | Mahmoud Aboul-Dahab |     |     |
| C             |   | Mohamed Youssef     | 80’ |     |
| C             |   | Reda Abdel-Aal      |     |     |
| C             |   | Mohamed Abdel Galil |     | 59’ |
| C             |   | Hadi Khashaba       |     |     |
| C             |   | Yasser Rayyan       |     | 75’ |
| A             | 9 | Hossan Hassan       |     |     |
| Sostituzioni: |   |                     |     |     |
| A             |   | Adel Abdelrahman    |     | 59’ |
| A             |   | Mohamed Ramadan     |     | 75’ |
| Allenatore:   |   |                     |     |     |
| Allan Harris  |   |                     |     |     |